# Bledar Sejko
Bledar Sejko, né en 1972 à Tirana en Albanie, est un chanteur, auteur-compositeur et guitariste albanais.

## Biographie
Il a formé un groupe avec Redon Makashi et Elton Deda dans les années 1980.
Le 22 décembre 2012, il est choisi lors de la finale nationale albanaise Festivali I Këngës pour représenter l'Albanie au Concours Eurovision de la chanson 2013 à Malmö, en Suède avec la chanson Identitet (« Identité ») en duo avec le chanteur Adrian Lulgjuraj.